# سادات تشاهن (زيلايي)
سادات تشاهن (بالفارسية: سادات چاهن) هي قرية تقع في إيران في قسم زیلایی الريفي. يقدر عدد سكانها بـ 1,177 نسمة .